# Matt Schlapp
Matthew Aaron Schlapp (Wichita, 18 de diciembre de 1967) es un activista político y lobista estadounidense que preside la Unión Conservadora Estadounidense. Dirige la firma de lobby Cove Strategies, que tenía fuertes vínculos con la primera presidencia de Donald Trump. Es un excolaborador político de Fox News.
Schlapp fue asistente adjunto y director político del presidente George W. Bush durante el primer mandato de Bush. Está casado con Mercedes Schlapp, quien fue directora de Comunicaciones Estratégicas del presidente Donald Trump.

## Primeros años y educación
Criado en Wichita, Kansas, Matt Schlapp es hijo de Susan Schlapp, una exconcejala de la ciudad que, después de ocho años de servicio en el Ayuntamiento de Wichita (2003-2011), se convirtió en el enlace constituyente principal para el Departamento de Comercio de Kansas bajo el gobernador Sam Brownback.
Los primeros años de escolarización de Schlapp comenzaron en la escuela católica St. Thomas Aquinas en Wichita, y en 1986 se graduó de la escuela secundaria católica Kapaun Mt. Carmel. Obtuvo una licenciatura de la Universidad de Notre Dame y luego obtuvo una maestría en políticas públicas de la Universidad Estatal de Wichita.

## Carrera política

### George W. Bush
Schlapp comenzó su carrera política en 1994 y trabajó durante cinco años como secretario de prensa, director de campaña y jefe de gabinete del representante Todd Tiahrt (R-KS). También trabajó en la campaña política de George W. Bush en las elecciones presidenciales de Estados Unidos de 2000, desempeñándose como director político regional con supervisión de Missouri, Arkansas, Iowa, Wisconsin, Minnesota, Kansas y Oklahoma.
Durante la campaña presidencial de Bush de 2000, Schlapp ayudó a organizar y fue el líder en el lugar de la protesta que se conoció como los disturbios Brooks Brothers. Los disturbios fueron una manifestación en una reunión de promotores electorales en el condado de Miami-Dade, Florida, el 22 de noviembre de 2000, durante un recuento de votos realizado durante las elecciones, con el objetivo de detener el recuento. Tras manifestaciones y actos de violencia, los funcionarios locales cancelaron anticipadamente el recuento.
Durante la presidencia de George W. Bush, Schlapp se desempeñó como director político y asesoró a Bush, al vicepresidente Dick Cheney, a miembros del gabinete de Bush y al personal superior de la Casa Blanca, y tuvo amplio contacto con miembros del Congreso y agencias federales.

### Unión Conservadora Estadounidense y elecciones de 2020

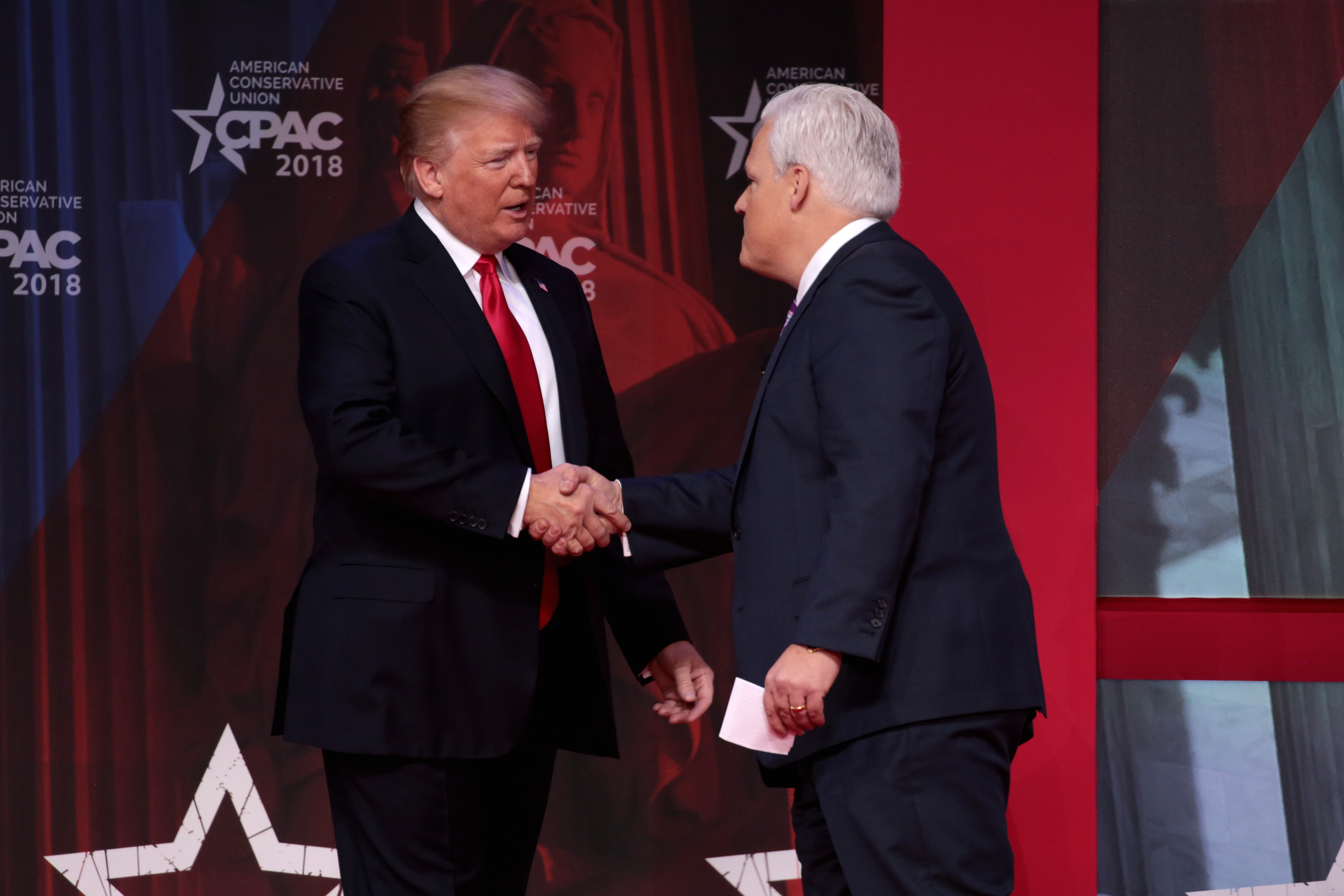
Schlapp con el presidente estadounidense Donald Trump en febrero de 2018.

El 19 de junio de 2014, Schlapp fue elegido por unanimidad presidente de la Unión Conservadora Estadounidense.
Abbott Labs fue criticado por utilizar a Cove Strategies y Schlapp como grupos de presión a pesar del declarado compromiso de Abbott con la justicia social y, en consecuencia, cortó sus vínculos con Schlapp. Le siguió Comcast.
Mientras se contaban las papeletas durante las elecciones de 2020, Schlapp hizo acusaciones falsas de fraude electoral. Afirmó que 9000 votos fueron emitidos incorrectamente en Nevada;  PolitiFact calificó su afirmación con una calificación de «Pants On Fire».
En los últimos días de la primera presidencia de Donald Trump, Schlapp también estaba presionando para obtener el indulto de Parker H. «Pete» Petit, un importante donante republicano, quien fue el presidente de finanzas de Georgia de la campaña presidencial de 2016 de Donald Trump y fue condenado por fraude de valores en noviembre de 2020. Schlapp le cobró a Parker $750 000 por su asistencia en actividades de cabildeo durante el período del 17 al 31 de diciembre de 2020. La firma de lobby de Schlapp, Cove Strategies, ganó más de 2,3 millones de dólares en 2020.
Schlapp firmó la Carta de Madrid, un documento elaborado por el partido político conservador español Vox que describe a los grupos de izquierda como enemigos de Iberoamérica involucrados en un «proyecto criminal» que se encuentran «bajo el paraguas del régimen cubano».
Matt Schlapp es el noveno presidente de la Unión Conservadora Estadounidense.

### Conferencia Política de Acción Conservadora

Schlapp en Bucarest con George Simion y Petrișor Peiu, mayo de 2025.

Schlapp presidió la Conferencia Política de Acción Conservadora (CPAC), un cargo normalmente no remunerado. Después de que su esposa dejó la Casa Blanca y se unió a la fallida campaña de reelección de Trump, sus honorarios como lobby disminuyeron drásticamente y su compensación en la CPAC llegó a ser de 600 000 dólares anuales. Su esposa también recibió $175 000 de CPAC.

## Acusaciones de agresión sexual
En enero de 2023, un miembro del equipo de campaña de Herschel Walker para el Senado de Estados Unidos alegó que Schlapp lo manoseó en octubre de 2022 después de que Schlapp hubiera estado bebiendo. Schlapp negó la acusación. La presunta víctima presentó cargos contra Schlapp por lesión corporal y difamación. El demandante proporcionó registros de llamadas telefónicas y mensajes de texto contemporáneos relacionados con las reclamaciones.
En agosto de 2023, The Daily Beast informó que Schlapp había intentado llegar a una avenencia a la demanda en su contra por una suma de seis cifras.  A principios de ese mes, The Washington Post informó sobre dos acusaciones adicionales de agresión sexual por parte de Schlapp contra empleados masculinos. Ese diciembre, la CPAC fue acusada en la demanda de encubrir las acusaciones adicionales.
En marzo de 2024, un portavoz de Schlapp anunció que la demanda había sido retirada, citando una declaración del demandante: «Las reclamaciones presentadas en mis demandas fueron resultado de un completo malentendido, y lamento que la demanda haya causado daño a la familia Schlapp» y «Ni los Schlapp ni la ACU me pagaron nada para desestimar mis reclamaciones». Resultó que la aseguradora de la ACU pagó al acusador una indemnización de 480 000 dólares y se le prohibió hacer comentarios.
En febrero de 2025, Schlapp fue acusado de agredir sexualmente a un hombre en un bar en Sperryville (Virginia). Un informe del sheriff indicó que Schlapp incomodó a varios clientes del bar antes de manosear los genitales de un hombre y ser expulsado del bar. Schlapp presuntamente siguió y se paró cerca de varios grupos de hombres en un bar de Virginia, incomodándolos. Tras ser confrontado por algunos hombres, Schlapp no se detuvo y rozó su cuerpo contra los hombres al pasar, según el informe.

## Vida personal
Schlapp se casó con Mercedes Schlapp, a quien conoció mientras ambos trabajaban en la Casa Blanca, donde ella era directora de medios especializados. Cofundaron Cove Strategies, una empresa de consultoría política y de comunicaciones con sede en Alexandria (Virginia).
De septiembre de 2017 a julio de 2019, se desempeñó como Directora de Comunicaciones Estratégicas en la primera presidencia de Donald Trump. A partir de julio de 2019, trabajó en la campaña de reelección de Trump en 2020. La pareja tiene cinco hijas.
Schlapp es un partidario del Estado de Israel.